# Buzunovo
Buzunovo (en rus: Бузуново) és un poble del krai de Krasnoiarsk, a Rússia, segons el cens del 2010 tenia 115 habitants. Pertany al districte municipal de Bolxaia Murtà.